# Pedicellinopsis fruticosa
Pedicellinopsis fruticosa är en bägardjursart som först beskrevs av Walter Douglas Hincks 1884.  Pedicellinopsis fruticosa ingår i släktet Pedicellinopsis och familjen Barentsiidae. Inga underarter finns listade i Catalogue of Life.